# Гравіметричний фактор
Гравіметри́чний фа́ктор, також фа́ктор перераху́нку (F) — відношення молекулярної маси визначуваної за методом гравіметрії речовини до молекулярної маси її гравіметричної форми. Чисельно фактор показує масу речовини, що припадає на 1 грам гравіметричної форми.
Наприклад, для знаходження вмісту (маси) сірки при осаджуванні її у формі сульфату барію справедливою є пропорція:
| m (S)     | — | M (S)             |
| m (BaSO4) | — | M (BaSO4), звідки |

m (S) = m (BaSO4) · {\displaystyle {\mathsf {\frac {M(S)}{M(BaSO_{4})}}}} = m (BaSO4) · F
При обчисленні гравіметричного фактора враховуються стехіометричні коефіцієнти, що вирівнюють кількість атомів у визначуваній речовині та її гравіметричній формі. Наприклад, при гравіметричному визначенні магнію шляхом його осаджуванні у формі пірофосфату магнію Mg2P2O7, до молекулярної маси магнію у вихідній пропорції необхідно включати коефіцієнт 2.
Значення гравіметричного фактора має суттєвий вплив на обчислення. Так, диференціюванням вищенаведеного рівняння можна отримати вираз:
ΔmS = ΔmBaSO4F + mBaSO4ΔF
Перший доданок у рівності свідчить: що меншим є гравіметричний фактор (при тій же похибці зважування ΔmBaSO4), то меншою є загальна похибка. Звідси випливає одна з вимог гравіметричного аналізу — вибір для гравіметричної форми речовини із якомога більшою молекулярною масою.